# 866
Cette page concerne l'année 866  du calendrier julien.
L'année 866 est une année commune qui commence un mardi.

## Événements

### Asie
- 28 avril : l'incendie de la porte de l'Ōtenmon (応天門の変), au palais impérial de Kyōto provoque un scandale politique au Japon. Le ministre Tomo no Yoshio, qui avait accusé à tort son rival Minamoto no Makoto, est destitué et exilé après qu'il a été mis en évidence que son propre fils était impliqué[1].
- 19 août[2] : Fujiwara no Yoshifusa se fait accorder le titre de régent et de Premier ministre au Japon à la suite de l'incendie criminel de l'Ōtenmon.

- Les moines bouddhistes japonais Saichō et Ennin obtiennent le titre posthume de daishi, maître de la loi ; c’est le début de cette titulature[3].

### Proche-Orient
- 10 - 17 février : début du califat de Mohammad al-Mutazz[4]. Il est déposé par sa garde turque en 869.

### Europe
- Janvier : les Normands remontent la Seine jusqu'à Melun. Les troupes de Francie occidentale, commandées par Robert le fort, s'enfuient à leur approche[5]. Pour que les Vikings se retirent, le roi Charles le Chauve paie un tribut (danegeld) de 4 000 livres d'argent prélevées par un impôt exceptionnel sur les hommes libres, les clercs et les marchands[6].
- Avril : expédition de l'empereur byzantin Michel III contre les Sarrasins de Crète[4].
- 26 mai : couronnement de Basile Ier, coempereur byzantin[4].
- 27 mai : début du règne d'Alphonse III le Grand, roi des Asturies (fin en 910)[7]. Il conquiert le León et d’une partie de la vieille Castille. Il favorise la colonisation rurale du no man’s land qui sépare l’État chrétien et l’État musulman. Il fortifie Burgos et couvre la région de châteaux (Castille).
- Juin : début d'une campagne de l'empereur Louis II contre les Sarrasins en Italie du Sud (fin en 867)[8].
- Juillet :  les Normands redescendent la Seine après avoir reçu un tribut en argent et en vin[9].
- 14 août : arrivée d'une ambassade bulgare à Rome[10]. Deux légats, dont Formose, évêque de Porto, sont envoyés vers la fin de l'année par le pape Nicolas Ier à l'appel de Boris Ier de Bulgarie pour poursuivre la conversion de la Bulgarie suivant le rite occidental ; le tsar prête serment de fidélité au siège de Saint-Pierre et chasse le clergé byzantin. Le patriarche Photios condamne aussitôt par une encyclique aux patriarches occidentaux l'action des missionnaires latins[11].
- 15 septembre[12] : les Vikings et les Bretons alliés sont battus par les Francs lors de la bataille de Brissarthe au nord d’Angers. Le viking Hasting se retire mais Robert le Fort est tué, ainsi que Ramnulf Ier de Poitiers. Auparavant, ils avaient dévasté l'Anjou et, en remontant la Maine, et pillé Le Mans. Trop jeunes pour lui succéder, les fils de Robert le Fort (dont Eudes et Robert Ier, futurs rois) sont confiés à Hugues l'Abbé, qui prend en charge les comtés six semaines plus tard (Touraine, Anjou, Blaisois)[13].
- Septembre : Louis II le Jeune entre dans Capoue qu'il assiège depuis trois mois. Il est à Bénévent en décembre[14].
- 1er novembre : la ville d'York est prise par les Vikings qui en font pour un siècle la capitale du royaume viking d'York (fin 954). Début de la conquête de la Northumbrie par les Vikings (866-867). Les rois locaux, Osbeth et Ella, sont tués (21 mars 867)[15].
- 13 novembre : lettre du pape Nicolas Ier qui réclame la déposition de Photios et le rétablissement d'Ignace comme patriarche de Constantinople[4].

- Création du marquisat de Flandre, donné à Baudouin par Charles le Chauve. Il comprend alors les comtés de Bruges, de Waes, de Gand et de Mempisc (Bergues). Ces pagi seront unis en comté de Flandre par Baudouin II entre 879 et 818[16].